# Staying Alive (película)
Staying Alive es una película estadounidense de 1983 protagonizada por John Travolta, con Cynthia Rhodes, Finola Hughes, Joyce Hyser, Steve Inwood, Julie Bovasso y los bailarines Víctor Manuel, Kate Ann Wright, Kevyn Morrow y Nanette Tarpey, secuela directa de la película de 1977 Saturday Night Fever. Fue dirigida y coescrita por Sylvester Stallone.
El título proviene de la canción de los Bee Gees "Stayin 'Alive", que fue utilizada como canción principal de Saturday Night Fever. Hasta la fecha es la única película escrita por Sylvester Stallone en la que él no es el protagonista (aunque tiene un cameo sin acreditar).

## Argumento
Anthony "Tony" Manero, antiguo rey de la música disco, actúa siguiendo el consejo de su hermano y sus propios sueños de bailar profesionalmente. Ahora vive en Manhattan, trabaja como instructor de baile y es camarero en un club, buscando su oportunidad en las producciones de baile moderno en Broadway. El tiempo y las experiencias parecen haber madurado un poco a Tony y refinado su personalidad. Sin embargo, algunas cosas no han cambiado, como su desprecio por su novia, la indulgente Jackie, una bailarina y cantante de rock.
Tony ve un espectáculo en el que Jackie es bailarina en el coro, pero se centra en la protagonista, una bailarina inglesa aparentemente rica, Laura. Tony la persigue y pasa la noche con ella. Se molesta cuando ella termina con él días después, sin entender que Laura simplemente quería tener una aventura de una noche. Ella justifica fríamente su trato con él diciendo que "Todo el mundo usa a todo el mundo", e implica que Tony la usó para conseguir un papel de baile en su próximo espectáculo.
Incapaz de confiar en Tony, Jackie rompe con él. Jackie, Tony y Laura hacen una audición para la producción de Broadway, "Satan's Alley". Jackie y Tony consiguen pequeños papeles, y Laura es la bailarina principal.
Tony comienza a darse cuenta de lo insensible que ha sido con Jackie, y camina desde Manhattan hasta su viejo barrio de Bay Ridge en Brooklyn en medio de la noche. Sólo cuando Tony pasa por delante de 2001 Odyssey, ve que la discoteca, que era su lugar de reunión seis años antes, es ahora un club nocturno gay, lo que le hace darse cuenta de lo mucho que ha cambiado su vida desde que dejó Brooklyn. Cuando Tony va a visitar a su madre para disculparse por su egoísmo y su rebeldía juvenil, ella señala que su comportamiento egoísta de adolescente fue lo que le ayudó a escapar de una vida sin salida en Bay Ridge. Tony se siente mejor después de esto y regresa a Manhattan para reparar su relación con Jackie. Su hostilidad y distancia con la arrogante Laura aumentan a medida que la producción avanza.
Tony decide intentar reemplazar al protagonista masculino de Satan's Alley, y le pide a Jackie que le ayude a practicar el número. Laura se disgusta cuando Tony tiene éxito y muestra abiertamente su resentimiento por tener que ser su pareja en el show. No pueden ocultar su química en el escenario a pesar de su animosidad, lo que complace al director del espectáculo.
El primer acto de Satan's Alley es un éxito a pesar de la descarada indiferencia de Tony por el guion cuando besa a Laura al final de su número. Laura se desquita furiosamente al arañar su rostro. El director golpea a Tony entre bastidores, diciéndole que termine su problema con Laura. Ella parece ofrecer una tregua cuando pide verle después del espectáculo para "aclarar las cosas". Ahora, plenamente consciente de su manipulación, Tony le dice fríamente que tiene otros compromisos, y Laura responde con ironía que carece de calidad de estrella.
El segundo acto es un deslumbrante despliegue de baile y efectos especiales, y Tony abandona repentinamente el guion cerca del final del espectáculo, con un final culminante. El público emocionado brinda una ovación de pie. Tony celebra con sus jubilosos compañeros de reparto y se reconcilia con Jackie. Sale del teatro y se pavonea por Times Square, brillando con su nuevo éxito en una escena que hace eco del inicio de Saturday Night Fever.

## Reparto
- John Travolta como Tony Manero.
- Cynthia Rhodes como Jackie.
- Finola Hughes como Laura.
- Steve Inwood como Jesse.
- Julie Bovasso como la Sra. Manero
- Charles Ward como Mayordomo.

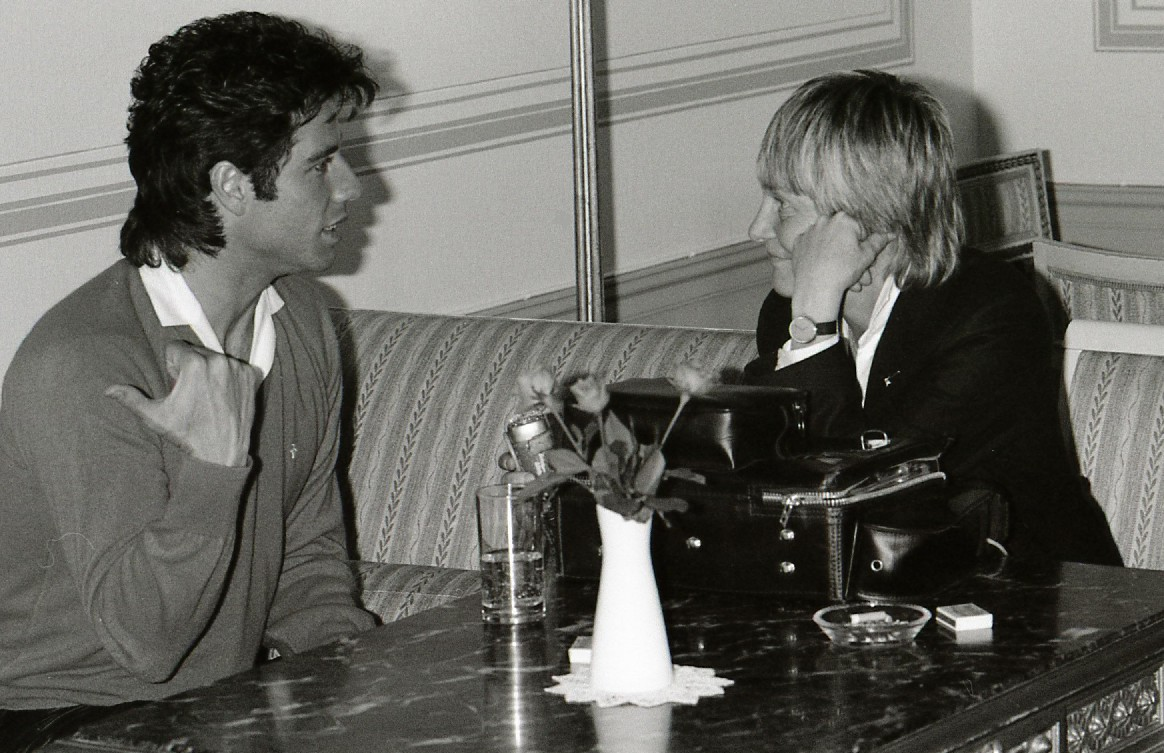
Kersti Adams-Ray entrevista a John Travolta en Suecia sobre su película Staying Alive en septiembre de 1983

- Steve Bickford como Técnico de Sonido.
- Patrick Brady como abandonada.
- Norma Donaldson como Fátima.
- Jesse Doran como Mark.
- Joyce Hyser como Linda.
- Frank Stallone como Carl.
- Deborah Jenssen como Margaret.
- Robert Martini como Fred.
- Sarah M. Miles como Joy.

Algunos actores de la primera película también se incluyeron en el reparto, pero sus actuaciones fueron descartadas: Donna Pescow apareció en la audiencia en el debut de Broadway de Tony y Val Bisoglio interpretó al padre de Tony en un pequeño papel.
Esta película tiene una escena en que Sylvester Stallone (cameo, un hombre de la calle) y John Travolta (Tony Manero) se tropiezan en la calle.

## Premios y nominaciones
- Premios Globo de Oro

Nominada: Canción original ("Far from Over")
- Premios Golden Raspberry

Nominado: Peor actor (John Travolta)
Nominada: Peor nueva estrella (Finola Hughes)
Nominada: Peor actriz de reparto (Finola Hughes)
- Premios Grammy

Nominado: Mejor álbum de música original escrita para una película o un especial de televisión

## Banda sonora
La banda sonora fue publicada en 1983 y consta principalmente de composiciones de los Bee Gees. Cinco nuevas canciones de la agrupación conformaron el disco, además de otras agrupaciones interpretando canciones en su mayoría escritas por Frank Stallone, hermano del director Sylvester Stallone. La banda sonora alcanzó la posición # 14 en el Reino Unido, # 6 en los Estados Unidos, # 1 en Suiza y # 2 en Italia y Japón, y vendió 4,5 millones de copias en todo el mundo.

### Lista de canciones
- 1."The Woman in You" - 4:04
- 2."I Love You Too Much" - 4:27
- 3."Breakout" - 4:46
- 4."Someone Belonging to Someone" - 4:26
- 5."Life Goes On" - 4:26
- 6."Stayin' Alive" (versión editada) - 1:33
- 7.Frank Stallone - "Far From Over" (Frank Stallone, Vince Dicola) - 3:56
- 8.Tommy Faragher - "Look Out for Number One" (Foster, Bruce Stephen, Tom Marolda) - 3:20
- 9.Cynthia Rhodes - "Finding Out the Hard Way" (Frank Stallone, R. Freeland) - 3:33
- 10.Frank Stallone - "Moody Girl" (Frank Stallone, Joe Esposito, Vince Dicola) - 4:08
- 11.Tommy Faragher - "(We Dance) So Close to the Fire" (Randy Bishop, Tommy Faragher) - 3:45
- 12.Frank Stallone/Cynthia Rhodes - "I'm Never Gonna Give You Up" (Frank Stallone, Joe Esposito, Vince Dicola) - 3:30

## Recepción
Staying Alive fue un éxito comercial. En su estreno recaudó un total de $ 12,146,143 en 1,660 pantallas. En general, la película recaudó casi $ 65 millones en la taquilla de los Estados Unidos contra su presupuesto de $ 22 millones. En todo el mundo recaudó $ 127 millones. Aunque el ingreso de la taquilla estadounidense fue significativamente menor que los $139.5 millones ganados por Saturday Night Fever, Staying Alive logró ubicarse entre las diez películas más exitosas de 1983.
A pesar de su éxito económico, la película fue vapuleada por la crítica. En Rotten Tomatoes tiene un porcentaje de aprobación del 0%, con 25 reseñas. El consenso afirma: "Esta secuela de Saturday Night Fever es sorprendentemente embarazosa e innecesaria, cambiando la profundidad dramática del original por una serie de secuencias de baile sin ninguna inspiración".